# Mingo y Aníbal contra los fantasmas
Mingo y Aníbal contra los fantasmas es un largometraje cómico de origen argentino estrenado el 11 de julio de 1985, de corte sobrenatural, interpretada por Juan Carlos Altavista como Minguito y Juan Carlos Calabró como Aníbal.

## Sinopsis
Mingo y Aníbal trabajan como empleados en una agencia de autos, el dueño está atravesando serias dificultades económicas, y para evitar la ruina tiene un plan: asesinar a un millonario tío y echarle la culpa a algún incauto, y de esa manera cobrar la herencia. Entonces junto con su esposa deciden invitar a nuestros dos amigos a pasar un fin de semana en su quinta, donde aparentemente existe un fantasma en busca de venganza. De esta manera Mingo y Aníbal se verán enredados en una tenebrosa y cómica aventura, para poder probar su inocencia

## Reparto
| Actor                 | Personaje                   |
| --------------------- | --------------------------- |
| Juan Carlos Altavista | Mingo                       |
| Juan Carlos Calabró   | Aníbal                      |
| Tristán               | Hércules Pérez              |
| Carlos Estrada        | Don Carlos Fortuna          |
| Ethel Rojo            | Natalia                     |
| Alfredo Iglesias      | Tío Roberto/Lorenzo         |
| Adolfo García Grau    | Inspector Herminio Iglesias |
| Guido Gorgatti        | Lanchero                    |
| Leticia Moreira       | Marcela                     |
| Héctor Armendáriz     |                             |